# 揚げ菓子
揚げ菓子（あげがし）は、揚げ物の菓子のことである。特に和菓子の分類基準の一つとして使われ、生菓子の揚げ菓子（あんドーナツやサーターアンダギーなど）と干菓子の揚げ菓子（かりんとうや芋けんぴなど）がある。

## 歴史
ヨーロッパでは、ギリシア時代から結婚式の際にゴマと蜂蜜で出来た揚げ菓子が定着しており、現在でも、ギリシアを中心に蜂蜜を用いた揚げ菓子が広まっている。また、カーニバルの菓子としても揚げ菓子が広く食べられており、ポーランドが発祥とされる。
日本では、平安時代にはすでに索餅という名前の揚げ菓子の専門店が存在した。

## 主な揚げ菓子

### 日本
- あかだ・くつわ
- 甘い天ぷら
  - アイスクリーム
  - 饅頭
  - もみじ（主にカエデの葉）
- 揚げもみじ
- あんドーナツ
- 芋ケンピ
- かりんとう
- かりんとう饅頭
- サーターアンダーギー
- 凍天
- 大学芋／中華ポテト（主に関西）
- 闘鶏餃
- フライケーキ

### 中国
- 芝麻球
- 崩砂
- 麻花
- シャーチーマー

### 東南アジア・南アジア
- 揚げバナナ
- コキス
- バナナキュー

### ヨーロッパ
- 揚げマーズバー
- オリーボーレン
- クラップフェン
- クルーラー
- チャクチャク
- チュロス
- ドーナツ
- パパナシ
- ベニエ
- ベルリーナー・プファンクーヘン
- ポンチキ
- マラサダ

### アメリカ
- クロナッツ
- コーンチップ
- ハッシュパピー
- フライドアイスクリーム
- フライドコーク
- ポテトチップス
- ロング・ジョン